# 뉴스웍스
뉴스웍스(Newsworks)는 대한민국 민영 뉴스통신사이다. 대한민국 뉴스 통신사는 연합뉴스, 뉴시스, 뉴스1, NSP통신, 뉴스핌 등이 있다.
2007년 7월 26일 등록되었다. 뉴스통신사 등록일을 기준으로 연합뉴스와 뉴시스 다음으로 세번째다.

## 기타
뉴스웍스가 "피카소와 큐비즘(PICASSO & CUBISM)"을 예술의전당 한가람미술관에서 서울센터뮤지엄과 주최(2018.12.28 - 2019.03.31)